# Оверберг
Оверберг (на африкаанс Overberg) е окръг в Република Южна Африка. Намира се в южната част на провинция Западен Кейп. Има площ 11 391 км2. Административен център е град Бредасдорп.

## Административно деление
Окръг Оверберг се поделя 4 общини и 1 окръжен административен район:
1. Деватерсклооф – 93 277 души
2. Свелендам – 28 074 души
3. Оверстранд – 55 450 души
4. Кап Агилхас – 26 470 души
5. Оверберг – 247 души (окръжен административен район)

## Население
203 522 души (2001)

### Расов състав
- 120 537 души (59,0 %) – цветнокожи
- 42 326 души (21,0 %) – бели
- 40 388 души (19,9 %) – черни
- 268 души (0,1 %) – азиатци

### Езици
Говорими езици са: африкаанс (76,5%), кхоса (16,0%), английски (5,3%).